# 어물동마애여래좌상
어물동마애여래좌상(於勿洞磨崖如來坐像)은 울산광역시 북구 어물동에 있는 불상이다. 1997년 10월 9일 울산광역시의 유형문화재 제6호로 지정되었다.

## 현지 안내문
마애불(摩崖佛)은 바위에 조각한 불상을 말한다. 어물동 마애불좌상의 중앙 본존불은 높이5m, 너비 3.5m이고 좌우협시 보살상은 높이 3.5m, 너비 1m 크기로 ‘방바위’라 불리는 거대한 자연 암벽 면에 돋을새김[高浮彫]되어있다. 도상적으로 일광보살과 월광보살을 좌우 협시로 둔 약사여래삼존상으로, 제작 시기는 통일신라시대로 추정된다.
마애불 중앙의 본존불은 결가부좌하여 앉은 모습이며, 얼굴은 크고 육계가 볼록하게 솟아 있다. 마모가 심해 자세한 조각 표현은 알 수 없으나 도톰한 볼과 입술에는 엷은 미소가 보인다. 양 귀는 길게 늘어져 어깨까지 닿고 목에는 삼도가 뚜렷하게 표현되어 있다. 법의는 통견(通絹)이며 세부 옷주름은 잘 보이지 않는다. 오른손은 가슴에 올리고 왼손은 아랫배에 대고 있으며, 마멸정도가 심해 손모양은 정확히 알 수 없으나 약사여래(藥師如來)가 들고 있는 약합을 들고 있었을 것으로 추정된다. 약사여래는 중생의 질병을 고쳐주고 약사신앙의 대상이 되는 부처이다. 또한 극락왕생을 원하는 자, 재앙으로부터 보호받고 싶은 자들이 약사여래의 명호를 부르면서 발원하면 구제를 받을 수 있다고 하였다.
좌우 협시보살상은 서 있는 입상으로 본존불상보다 크기가 훨씬 작고, 얼굴은 몸체에 비해 크게 표현되어 있다. 머리에는 해와 달을 상징하는 원통형 보관을 쓰고 있어 일광보살과 월광보살임을 알 수 있다. 마애불의 배경이 되는 반원형에 가까운 암벽은 삼존불을 아우르는 거대한 광배 역할을 하고 있다.
울산 어물동 마애여래좌상은 통일신라시대의 신앙적인 측면과 마애불을 조각하였던 불교조각사적 측면에서 중요한 작품이다.

## 참고 문헌
- 이 문서에는 다음커뮤니케이션(현 카카오)에서 GFDL 또는 CC-SA 라이선스로 배포한 글로벌 세계대백과사전의 내용을 기초로 작성된 글이 포함되어 있습니다.

## 참고 자료
- 어물동마애여래좌상 - 국가유산청 국가유산포털